# Steve Brodie
Steve Brodie (21 de noviembre de 1919 – 9 de enero de 1992) fue un actor estadounidense de cine y televisión.
Su verdadero nombre era John Stevens, y nació en El Dorado, Kansas. Eligió el nombre artístico de Steve Brodie (un hombre que saltó del Puente de Brooklyn en los años de 1880 y sobrevivió).
La mayor parte de su trabajo cinematográfico tuvo lugar de mediados de la década de 1940 a inicios de la de 1950, trabajando para los estudios MGM, RKO y Republic Pictures, actuando principalmente en westerns y filmes de serie B. Principalmente tuvo papeles secundarios, algunos de los cuales fueron los del film de cine negro Out of the Past (1947) y el clásico título de crímenes Armored Car Robbery (1950), aunque interpretó el papel principal de Desperate (1947). Posteriormente actuó junto a Elvis Presley en Blue Hawaii (1961) y en Roustabout (1964). A partir de mediados los años cincuenta, actuó fundamentalmente en televisión, incluyendo tres episodios de la serie Alfred Hitchcock Presents.
Estuvo casado con la actriz Lois Andrews desde 1946 hasta el fallecimiento de ella en 1968.
Falleció a causa de un cáncer in West Hills, Los Ángeles, California, en 1992.

## Filmografía seleccionada
- Out of the Past (Retorno al pasado) (1947)
- Crossfire (Encrucijada de odios) (1947)
- Desperate (1947)
- Home of the Brave (1949)
- Armored Car Robbery (1950)
- Kiss Tomorrow Goodbye (1950)
- Winchester '73 (1950)
- M (1951)
- The Steel Helmet (Casco de acero), 1951)
- Donovan's Brain (El cerebro de Donovan, 1953)
- The Far Country (Tierras lejanas, 1955)
- Blue Hawaii (1961)
- Roustabout (1964)